# William d'Aubigny, I conte di Arundel
William d'Aubigny, I conte di Arundel (circa 1109 – 12 ottobre 1176), appartenente a una famiglia di antiche origini, era figlio di William d'Aubigny (Pincerna) e di sua moglie Maud Bigod, figlia di Roger Bigod, conte di Norfolk.
William combatté lealmente per il re Stefano d'Inghilterra, che lo creò prima conte di Arundel (più precisamente, conte di Sussex), intorno al 1138 e poi conte di Lincoln. La sua prima apparizione conosciuta come "conte" avvenne nel Natale del 1141.
Nel 1153 aiutò a organizzare la tregua tra Stefano ed Enrico Plantageneto, nota come Trattato di Wallingford, che pose fine all'Anarchia.

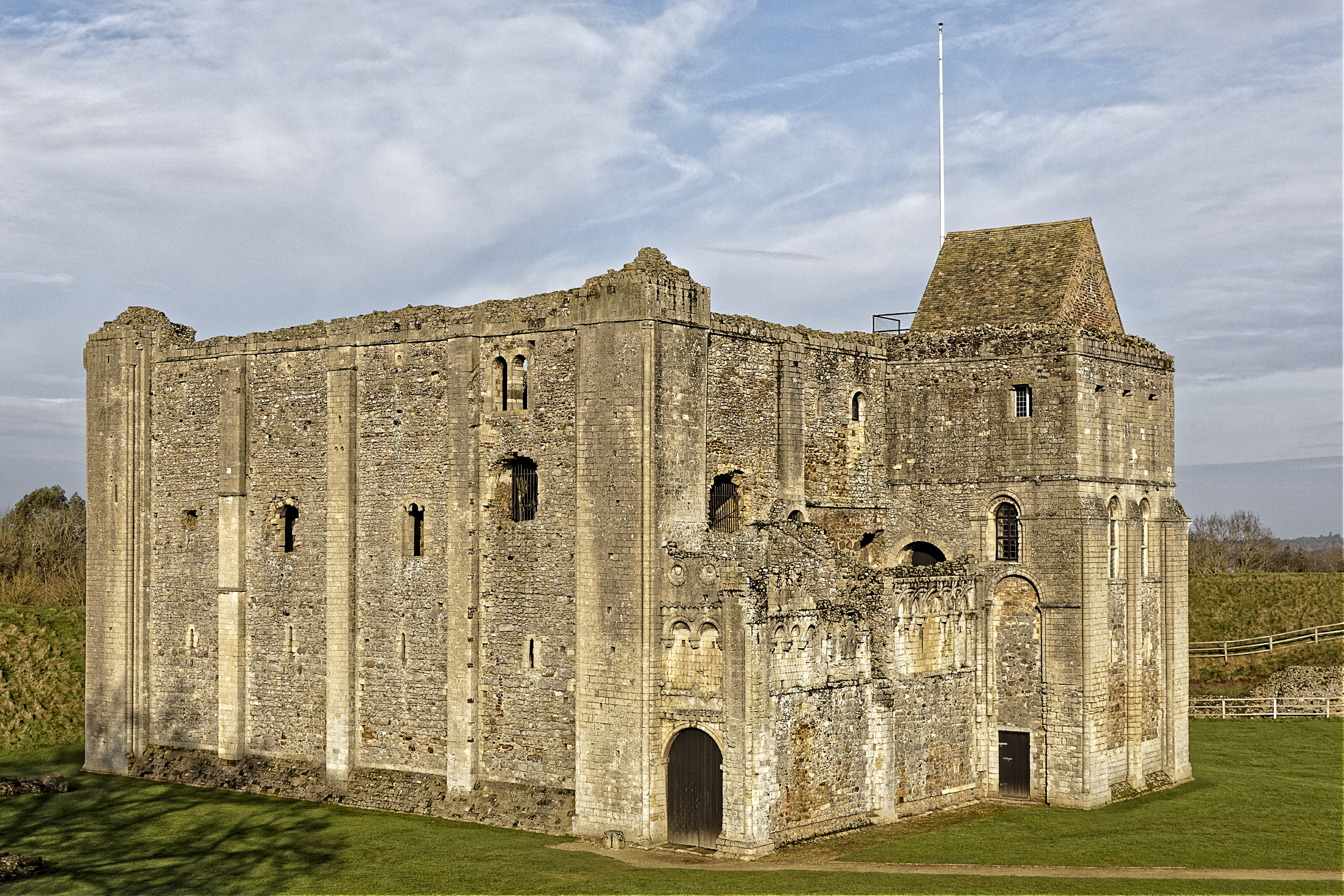
Le rovine del castello di Castle Rising

Quando Enrico Plantageneto salì al trono come Enrico II, confermò la contea di William e gli diede il possesso diretto del castello di Arundel (che prima apparteneva di diritto a sua moglie Adeliza, morta nel 1151). William rimase fedele al re durante la rivolta del 1173 di Enrico il Giovane e contribuì a sconfiggere la ribellione.
William fece costruire il castello di Castle Rising, nel Norfolk.

## Donazioni
Nel 1143, come conte di Lincoln, confermò una  donazione di terreni intorno ad Arundel nel Sussex all'abbazia di Affligem nel Brabante.
William è il primo comprovato sostenitore inglese dell'Ordine crociato di San Lazzaro di Gerusalemme e prima del 1146 aveva concesso loro una terra a Wymondham e aveva costruito un lebbrosario vicino al suo castello in Norfolk. Anche la moglie Adeliza fu una grande benefattrice degli ospedali per lebbrosi di Wilton, Wiltshire e Arundel, mentre suo cugino, Roger di Mowbray e la sua famiglia, furono tra i più importanti mecenati del quartier generale dell'Ordine all'ospedale di Burton Lazars.

## Matrimonio e figli
William fu un membro importante del seguito di re Enrico I e, dopo la morte del re, ne sposò la vedova Adeliza di Lovanio nel 1138. William e Adeliza ebbero sette figli:
- William d'Aubigny, II conte di Arundel
- Reynor
- Henry
- Geoffrey
- Alice
- Olivia
- Agatha